# Pierścień ślizgowy

Pierścienie ślizgowe (przekrój)

Pierścień ślizgowy – ruchomy kontakt elektryczny pozwalający na przepływ prądu z części nieruchomej do wirującej. Pierścienie ślizgowe wykonane są z materiałów odpornych na ścieranie, ale przeważnie z wysoką zawartością miedzi celem zmniejszenia oporu elektrycznego. 
W przeciwieństwie do komutatora pierścień nie ma przerw i jest jednolity na całym obwodzie. Po pierścieniu porusza się szczotka elektryczna zapewniająca odpowiedni kontakt elektryczny i przepływ prądu.
Pierścienie ślizgowe są jednym z podstawowych elementów w silniku pierścieniowym.

## Inne zastosowania
Rozwiązania podobne do pierścieni ślizgowych, ale przeznaczone do przenoszenia przy małej prędkości obrotowej stosuje się np. w czajnikach bezprzewodowych lub wszelkiego rodzaju konstrukcjach pozwalających na uniknięcie skręcania przewodów doprowadzających np. w żelazkach, suszarkach do włosów.